# Lewiston (Wisconsin)
Lewiston es un pueblo ubicado en el condado de Columbia en el estado estadounidense de Wisconsin. En el Censo de 2010 tenía una población de 1.225 habitantes y una densidad poblacional de 8,61 personas por km².

## Geografía
Lewiston se encuentra ubicado en las coordenadas 43°35′55″N 89°34′1″O / 43.59861, -89.56694. Según la Oficina del Censo de los Estados Unidos, Lewiston tiene una superficie total de 142.25 km², de la cual 136.01 km² corresponden a tierra firme y (4.38%) 6.23 km² es agua.

## Demografía
Según el censo de 2010, había 1.225 personas residiendo en Lewiston. La densidad de población era de 8,61 hab./km². De los 1.225 habitantes, Lewiston estaba compuesto por el 98.61% blancos, el 0.08% eran afroamericanos, el 0.33% eran amerindios, el 0.08% eran asiáticos, el 0% eran isleños del Pacífico, el 0.49% eran de otras razas y el 0.41% pertenecían a dos o más razas. Del total de la población el 1.88% eran hispanos o latinos de cualquier raza.